# Eupithecia tenuisquama
Eupithecia tenuisquama là một loài bướm đêm trong họ Geometridae.